# カルチョビット
『カルチョビット』 (calciobit) は、任天堂より2006年5月18日に発売されたゲームボーイアドバンス用サッカークラブ経営・育成シミュレーションゲーム。「ダービースタリオン」や「ベストプレープロ野球」で知られるパリティビットが開発。
タイトルはイタリア語でサッカーを意味する「カルチョ」 (calcio) と手軽さを形容する「ちょびっと」を組み合わせた造語。2012年7月12日にニンテンドー3DSで続編『ポケットサッカーリーグ カルチョビット』が発売された。

## ゲーム内容
プレイヤーは監督となり「戦術」「試合」「特訓」を繰り返しながらクラブを強化し、地域リーグ「フレッシュリーグ」からステップアップしながらクラブチーム日本一を目指す。
選手を強化するだけでなく、成績や所属リーグのグレードに応じて増減するクラブの収入を元手に他クラブの選手を奪い取るなどの経営的要素も盛り込まれている。

### リーグ
フレッシュリーグ
地域リーグ。4チームが所属。2回戦総当り(6節)で優勝するとステップリーグに昇格。（3ds版では6チーム所属。2回戦総当たり【10節】で優勝するとステップリーグに昇格。）
ステップリーグ
社会人リーグ（JFLに相当）。6チームが所属。4回戦総当り(20節)で、優勝するとNリーグディビジョン2に昇格、最下位だとフレッシュリーグに降格。
Nリーグ ディビジョン2
プロリーグ（J2に相当）。8チームが所属。4回戦総当り(28節)で2位以内でディビジョン1に昇格、最下位だとステップリーグに降格。日程が最も厳しいリーグ。
Nリーグ ディビジョン1
プロリーグの頂点（J1に相当）。12チームが所属。2回戦総当り(22節)で2位以内でチャレンジカップへの出場資格が与えられる。11・12位だとディビジョン2に降格。

### トーナメント戦
キングカップ
天皇杯に相当する大会。リーグのグレードに関係無く全30チームがトーナメント戦で優勝を競う。
昨年のN1リーグの上位2チームがシード権を持つ。
優勝賞金は5000万円。準優勝で2500万円の賞金（強化費）を獲得できる。
チャレンジカップ
Nリーグディビジョン1の上位2チームと世界から参加するクラブ6チーム計8チームが世界一の座を賭けて争う。
優勝賞金は20000万円（2億円）。準優勝で10000万円の賞金（強化費）を獲得できる。

### チーム紹介
チームは1年目の段階の昇格降格なしの状態を表示

#### Fリーグ（フレッシュリーグ）
├弥生サッカー倶楽部（無名クラブ）
├寿イレブン（無名クラブ）
├FCあけぼの（無名クラブ）
└FCチョビット(自分の初期チーム)（無名クラブ）

#### Sリーグ（ステップリーグ）
├桜木ブレイブ（郷土クラブ）
├ルーチェ旭（郷土クラブ）
├元町ウィングス（新興クラブ）
├パッシオ栄（新興クラブ）
├ビエント南（郷土クラブ）
└アビル境（新興クラブ）

#### Nリーグディビジョン2
├ボンブラスト鎌倉（新興クラブ）
├コーモラント岐阜（中堅クラブ）
├金沢ミリオンズ（新興クラブ）
├トップロード成田（中堅クラブ）
├ボニート土佐（新興クラブ）
├瀬戸内オイスターズ（中堅クラブ）
├富士レイカーズ（中堅クラブ）
└浅草サンダーボルト（中堅クラブ）

#### Nリーグディビジョン1
├京都ブロス（一流クラブ）
├シュバルツ六本木（一流クラブ）
├武蔵野ホーネッツ（強豪クラブ）
├ヴォルケーノ阿蘇（強豪クラブ）
├メンソーレ那覇（強豪クラブ）
├鳥取センチュリー20（有名クラブ）
├クイダオーレ大阪（有名クラブ）
├トレリーニュ津軽（有名クラブ）
├函館ペンタゴン（中堅クラブ）
├ポローニャ盛岡（中堅クラブ）
├イーグレット姫路（中堅クラブ）
└ゾンターク博多（中堅クラブ）

#### 海外クラブ
├FCバルサミコ（名門クラブ）
├Rトルティージャ（名門クラブ）
├アイスバイン（名門クラブ）
├シュラスコ（名門クラブ）
├モッセレン（名門クラブ）
└ACパンチェッタ（名門クラブ）

### 能力
選手の能力にはキック・スピード・スタミナ・テクニック・フィジカル・ジャンプ・メンタルの7つの種類があり、それぞれEランクからSランクの6段階に分かれている。それらは特訓をしたり、試合の経験を積むことで上がっていく。
キック
キック力とシュートの正確さを表す。
スピード
走るときの早さで、ドリブル突破にも影響する。
スタミナ
試合中にどれだけ走り回れるかを表す。
テクニック
キープ、トラップ、タックルなどの技術を表す。
フィジカル
競り合いの強さや、疲労の回復に影響する。
ジャンプ
高く跳ぶ能力を表し、ハイボールに強くなる。
メンタル
精神的な強さを表す。これが高いとアウェイの試合でも実力を発揮でき、
ラフプレーでイエローカードを受けにくくなる。

### 特訓
練習試合・公式試合によって獲られる課題（特訓カード）を利用し、選手を育成する。
特訓カードは一度に3枚まで選ぶことができ、特定の組み合わせでカードを選ぶことでスペシャルメニューが発生し、パラメータを効率よくあげる事が出来る。
カードの種類
カードは全部で28種類ある。
ビデオ研究・マンツーマン・プレッシング・カウンターアタック・ミニゲーム・ラインコントロール・セットプレー
ドリブル・プレースキック・シュート・パス＆ゴー・リフティング・スライディング・ヘディング
ランニング・ウェイトトレーニング・キックボクシング・ダッシュ・ラダートレーニング・エアロビクス・ストレッチ
アロマテラピー・座禅・サイン会・PK練習・合気道・イメージトレーニング・ミーティング
スペシャルメニューの例
ドリブル+ダッシュ＝ドリブル突破（攻撃系練習メニュー）
マンツーマン+ランニング＝すっぽんマーク（守備系練習メニュー）
カウンターアタック+エアロビクス+ストレッチ＝アクロバット（ゴール後のパフォーマンス）
キックボクシング＋ヘディング＋セットプレー＝空中戦のスペシャリスト

### キャリア
選手は常に自分で練習しており、特訓を行わなくても少しずつ能力が上がっていく。また、試合で多く起用されるほど、ボールを持ったときの判断力やパスの精度が高まる。

### 疲労・ケガ
画面の左下には、選手の最近の状況が表示される。
故障の危険度（SIGNAL）
疲れがたまると黄→赤とシグナルが変わり、選手が故障しやすくなる。
この1カ月間の状況
左から、今週／1週間前／2週間前／3週間前を表し、特訓をした週には"済"が、故障をした週には×印が表示される。
ケガについて
フィジカルの低い選手や、疲れがたまっている選手はケガをしやすくなる。
故障した選手はしばらく試合に出られず、能力も下がってしまう。
試合に出たり、特訓を行ったりしなければ、疲れは少しずつ回復していく。

### ポテンシャル
全部で5段階に分かれていて、ポテンシャルが高ければ高いほど一度の特訓によるパラメータの上昇が良くなる。逆にポテンシャルが低いとパラメータを上げづらい。

### 日本代表
チームの中で活躍した選手が10月1週目で怪我をしていなかった場合、日本代表に選出される。日本代表に選出されると、ポテンシャルが回復する。もちろんのことながら外国人選手は選出されない。